# Шипка (стадион)
Вижте пояснителната страница за други значения на Шипка.
„Шипка“ е стадион в Асеновград, България.
Годен е за провеждане на състезания по спортовете футбол и лека атлетика, както и за музикални концерти.
Стадион „Шипка“ побира 3852 седящи зрители. Използва се от футболния клуб „Асеновец“.